# Неговански камък
Неговански камък (на английски: Negovan Crag) е малък каменист връх в Антарктида.
Наименуван е в чест на селищата Негован и Негованци в Западна, и Неговановци в Северозападна България на 3 юни 2010 г.

## География
Разположен е в източната част на Кондофрейските възвишения, на полуостров Тринити, който е част от Антарктическия полуостров.

## Име
Върхът е кръстен в чест на село Негован. Наименованието е одобрено на 3 юни 2010 година.

## Карта
- Trinity Peninsula Архив на оригинала от 2015-09-23 в Wayback Machine.. Scale 1:250000 topographic map No. 5697. Institut für Angewandte Geodäsie and British Antarctic Survey, 1996.